# Apol·loni d'Atenes (escultor)
Apol·loni d'Atenes (en grec antic Ἀπολλώνιος) va ser un escultor grec que va viure al segle I aC.

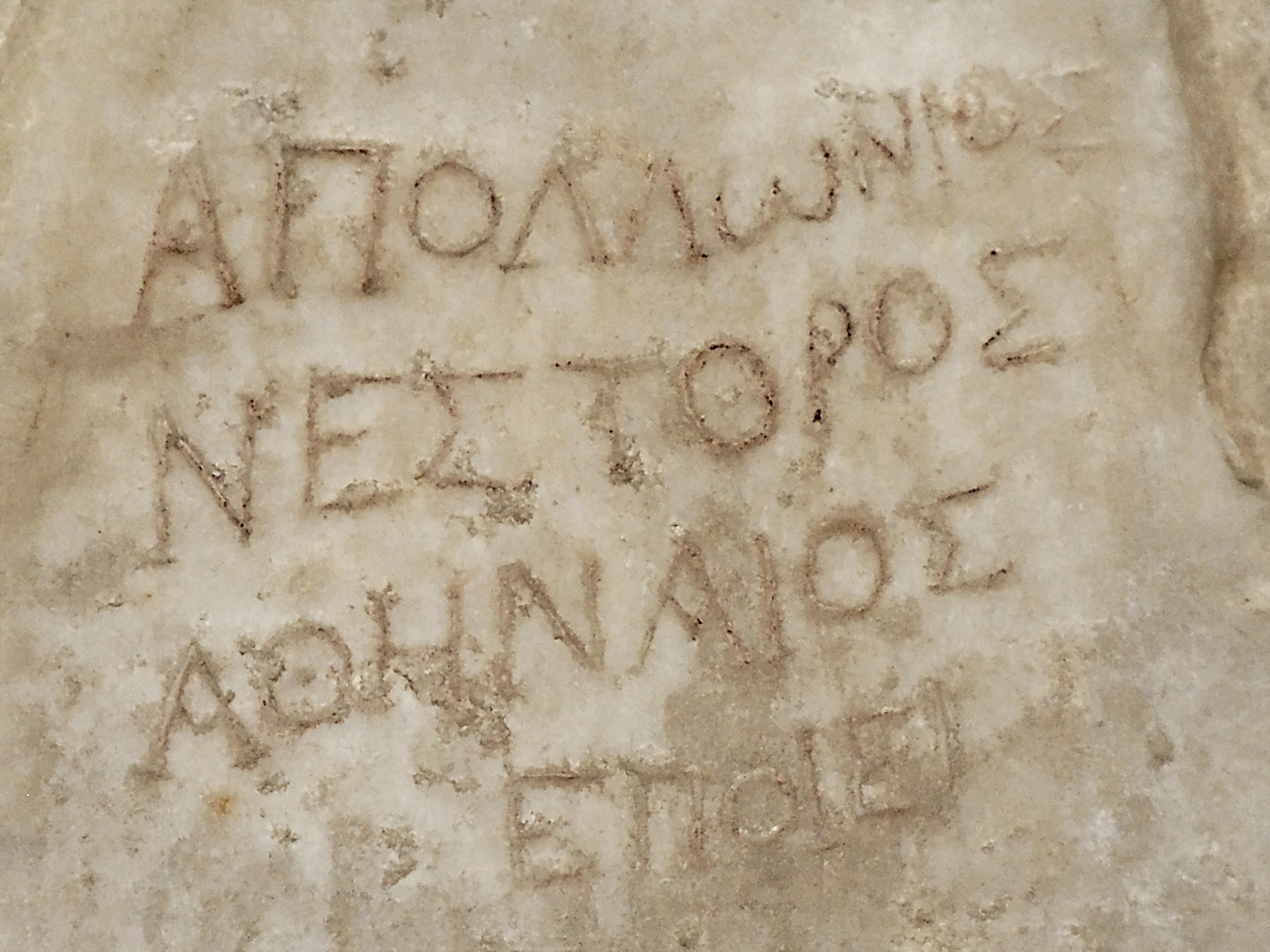
Signatura d'Apol·loni a la part baixa de l'escultura el tors del Belvedere, conservada al museu Pio-Clementino del Vaticà

Apol·loni era fill d'un tal Néstor. Va adquirir fama per ser l'autor de l'escultura en marbre anomenada Tors del Belvedere. També per una signatura trobada, se li va atribuir l'autoria de l'escultura en bronze del Púgil en repòs; però segons un estudi posterior(1959-60) de Margherita Guarducci se li ha negat l'autoria. Segons un altre estudi de Rhys Carpenter encara es creu que Apol·loni en sigui l'autor, la principal base per a aquesta afirmació seria l'estil de treball neoàtic. Hi ha fonts literàries que li atribueixen l'autoria d'una estàtua criselefantina de Júpiter destinat a la reconstrucció de temple de Júpiter Capitolí de l'any 69 aC.